# Єлена Ніколич
Єлена Ніколич (серб. Јелена Николић, нар. 13 квітня 1982) — сербська волейболістка, срібна призерка Олімпійських ігор 2016 року.

## Виступи на Олімпіадах
| Олімпіада           | Дисципліна | Місце |
| ------------------- | ---------- | ----- |
| Пекін 2008          | волейбол   | 5     |
| Ріо-де-Жанейро 2016 | волейбол   | 2     |

## Клуби
| Роки      | Команди                             |
| --------- | ----------------------------------- |
| 1997—1999 | «Обилич» (Белград)                  |
| 1999—2002 | «Кердіса» (Реджо-Калабрія)          |
| 2002—2003 | «Радіо 105 Фоппапедретті» (Бергамо) |
| 2003—2004 | «Методо Інфоплюс» (Віченца)         |
| 2004—2005 | «Расинг» (Канни)                    |
| 2005—2006 | Японія                              |
| 2006—2007 | «Падова»                            |
| 2007—2008 | Японія                              |
| 2008—2014 | «Вакифбанк» (Стамбул)               |
| 2014—2015 | «Азеройл» (Баку)                    |
| 2015—2016 | Туреччина                           |
| 2016—2017 | Італія                              |
| 2017—2019 | Туреччина                           |

## Зовнішні посилання
- Єлена Ніколич — олімпійська статистика на сайті Sports-Reference.com (англ.) (архівна версія)